# Gołąbki
I Gołąbki (in polacco: [ɡɔˈwɔmpki]) sono degli involtini di cavolo molto comuni nella cucina polacca, costituiti da foglie di cavolo leggermente bollite e avvolte attorno a carne di maiale o di manzo macinata, cipolla tritata, riso o orzo, il tutto cotto in una casseruola.
Gołąbki è il plurale di gołąbek che, a sua volta, è il diminutivo di gołąb che significa "colomba", richiamando esplicitamente la forma degli involtini, dalla grandezza di un pugno o inferiore.
I Gołąbki vengono spesso serviti durante il periodo di Natale e durante altre occasioni festive come i matrimoni. Inoltre, costituiscono uno dei piatti principali serviti, in occasione delle riunioni di famiglia, nelle tavole degli americani di ascendenza polacca (ovvero i Polish Americans).
Secondo il mito polacco il Re della Polonia e Gran Duca della Lituania Casimiro IV Jagellone, nutrì il suo esercito con i gołąbki prima di una battaglia determinante della guerra dei tredici anni, combattuta all'esterno del castello di Malbork contro l'Ordine Teutonico, perseguendo una gloriosa vittoria grazie all'energia fornita dal sostanzioso pasto.

## Altri nomi
I Gołąbki vengono anche chiamati golombki, golumpki, golabki, golumpkies, golumpkis, gluntkes, o gwumpki.  Varianti simili vengono chiamate holubky (variante slovacca), töltött káposzta (variante ungherese), holubtsi (variante ucraina), golubtsy (variante russa), balandėliai (variante lituana), Kohlrouladen in Tedesco (o sarma, parola imprestata in tedesco, comunemente utilizzata per designare le varianti sud-slave della regione balcanica), kåldolmar (variante svedese, dal turco dolma), e dolmades (variante greca con foglie di vite).  In Yiddish, gli holipshes, i goleptzi golumpki e gli holishkes o holep sono termini che indicano specialità molto simili.  Vengono ulteriormente chiamati come "porcellini in coperta" tra il popolo slavo che si insediò nelle regioni atlantiche centrali degli Stati Uniti.
Negli Stati Uniti, i termini che designano il piatto sono stati anglicizzati dagli americani della seconda- o terza- generazione in "cavolo farcito", "foglie di cavolo ripiene", o "pasticcio di cavolo".